# Anita Bryant
Anita Jane Bryant, född 25 mars 1940 i Barnsdall, Oklahoma, död 16 december 2024 i Edmond, Oklahoma, var en amerikansk sångerska.

## Historia
Efter att Bryant blivit tvåa i skönhetstävlingen Miss America 1959, spelade hon på 1960-talet in storsäljare som "In My Little Corner Of The World" och "Paper Roses.
Hon blev känd för sin Save Our Children-kampanj för att avskaffa de homosexuellas rättigheter i slutet på 1970-talet. Bryants kontrakt med Florida Citrus Commission bröts när hennes politiska aktiviteter lett till en mycket uppmärksammad bojkott av Florida-juice.
Hennes kampanj mot homosexuellas rättigheter bildade bakgrund till politikern och gayaktivisten Harvey Milks genombrott som förgrundsgestalt i San Franciscos kommunalpolitik. I filmen Milk från 2009 återfinns dokumentära sekvenser från Anita Bryants kampanj om homosexuella.
Sångaren Rod McKuen skrev en protestsång, "Don't Drink the Orange Juice", tillägnad Anita Bryant. Även David Allan Coe skrev en låt om henne, "Fuck Anita Bryant".

## Diskografi (urval)
Album på Billboard 200
- 1961 – In My Little Corner of the World (#99)
- 1962 – In a Velvet Mood (#145)
- 1966 – Mine Eyes Have Seen the Glory (#146)
- 1967 – Christmas with Anita Bryant (#25)

Singlar (topp 20 på Billboard 100)
- 1960 – "Paper Roses" (#5)
- 1960 – "In My Little Corner of the World" (#10)
- 1961 – "Wonderland by Night" (#18)